# Nieuwsteegbrug
Nieuwsteegbrug is een vaste plaatbrug in de binnenstad van de Nederlandse stad Leiden. De brug verbindt de Nieuwsteeg met de Doezastraat en vormt de grens tussen het Rapenburg en het Steenschuur. De brug heeft een gietijzeren fronton en stenen bruggehoofden.

## Geschiedenis
De brug is gebouwd rond 1389 bij de stadsuitbreiding. Hiermee is het een van de oudste bruggen van Leiden. Korte tijd hierna, in elke geval voor 1456 is de brug vervangen door een stenen versie. Op de borstwering stond een stalletje met heiligenbeelden, dat na de reformatie is verdwenen. In 1648 werd de brug met twee bogen en ijzeren leuningen afgebroken en opnieuw gebouwd met een boog voor 1100 gulden. In 1808 was de brug in slechte staat waardoor ingrijpend herstel noodzakelijk was. Deze brug werd in 1864 vervangen door een ijzeren brug en in 1897 voorzien van troggewelfjes.
In 1977 kreeg de brug status rijksmonument en werd het ingeschreven in het monumentenregister. In 1990 werd de brug opnieuw vernieuwd. Deze vernieuwing kostte ongeveer 1 miljoen gulden en duurde acht maanden. Bij de opening was het de bedoeling dat er vuurwerk zou ontploffen, maar na het drukken op een knop gebeurde er niets. De brug ligt in een gebied waar in 1807 het kruitschip ontplofte.

## Foto's

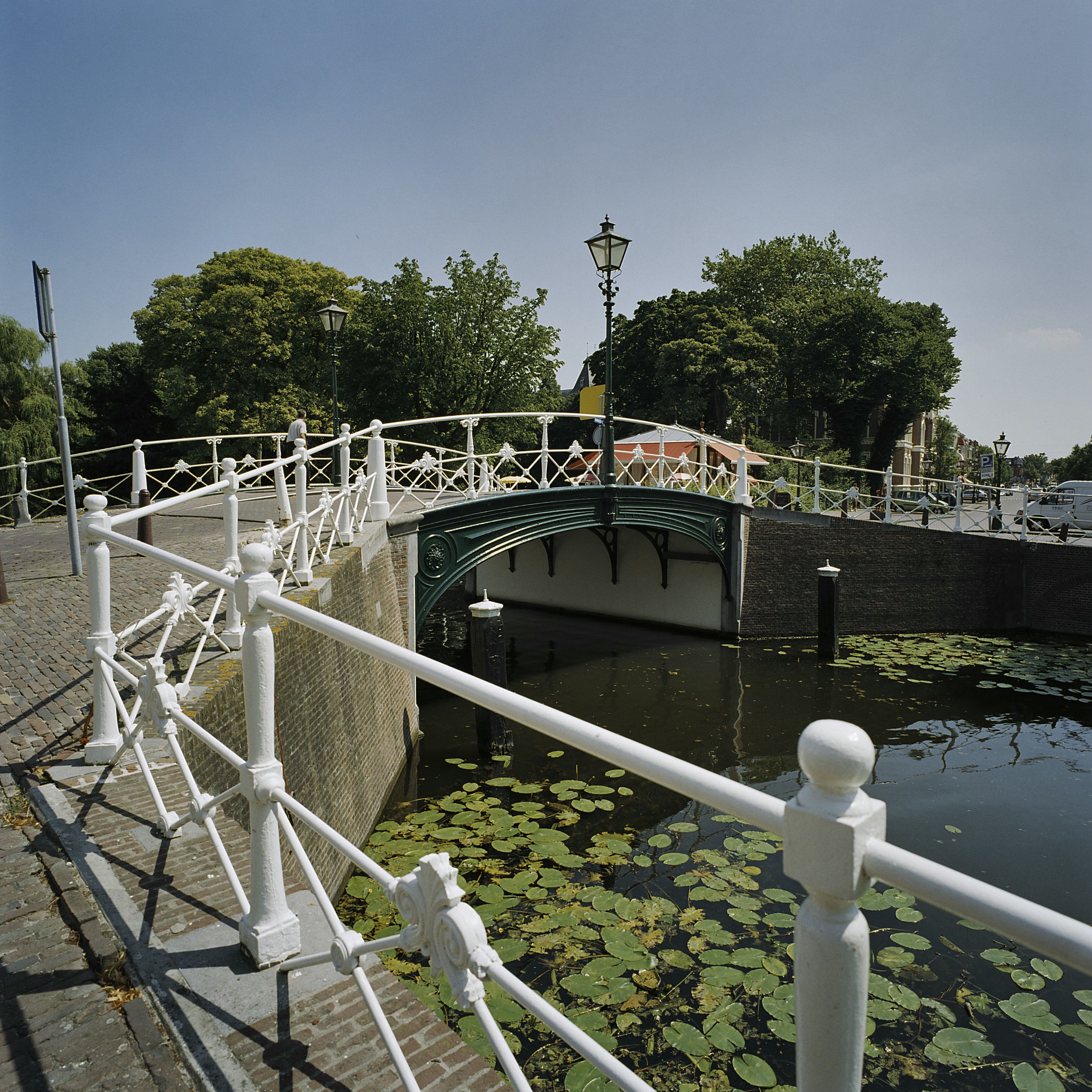
Overzicht
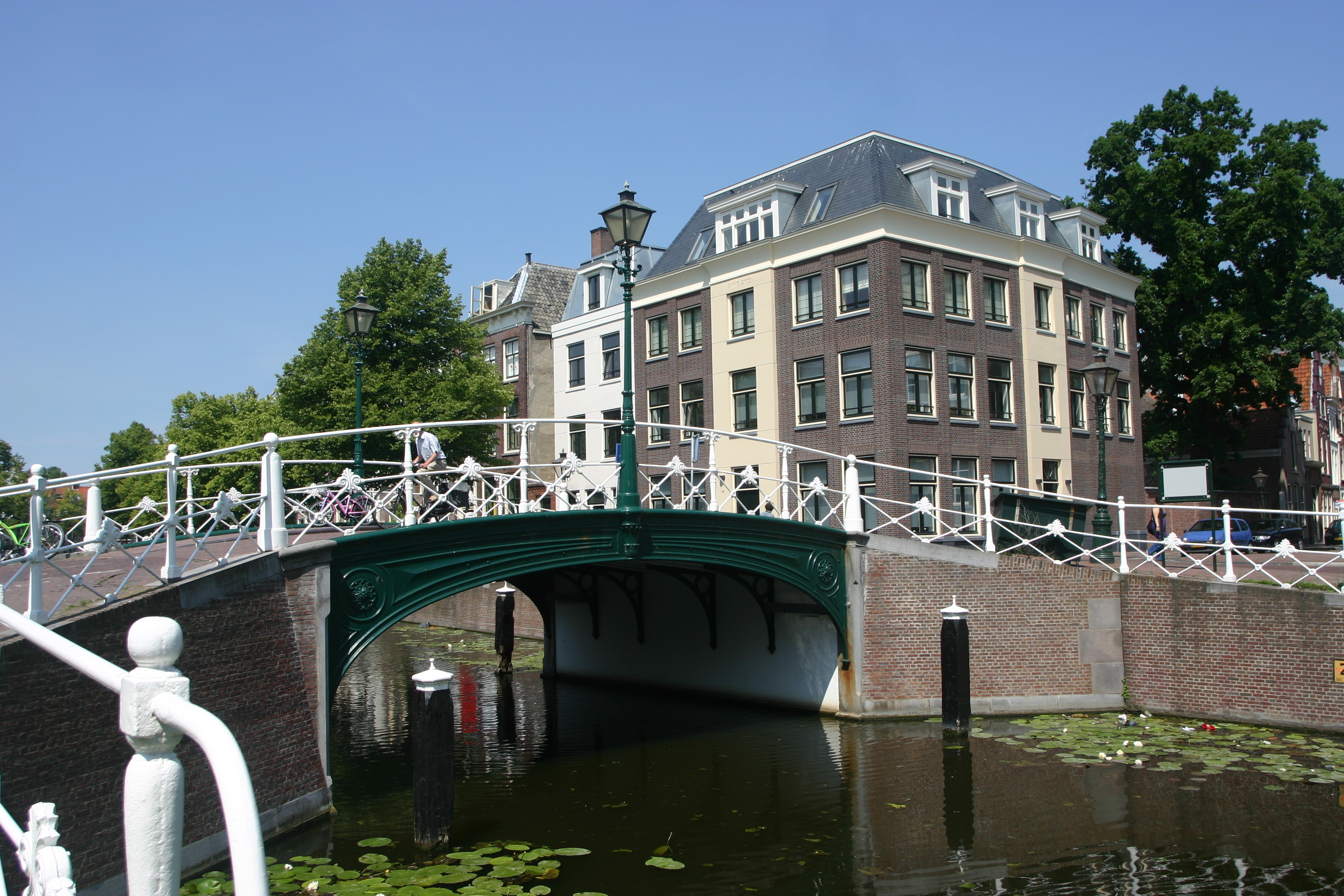
Brug met uitzicht op het Rapenburg